# 杨乐乐
杨乐乐（1978年6月23日—）女，出生于中国重庆。现为湖南卫视主持人。丈夫是汪涵。

## 个人经历
1998年从四川师范大学（现四川师范大学电影电视学院）表演及节目主持专业毕业，后在四川电视台黄金十频道担任主持人。2001年9月来到湖南卫视工作至今。经纪公司是太合麦田。
2017年發生杨乐乐投資新三板鞋業公司貴之步結果遭該公司董事長郑靖詐騙人民幣800萬元，已經進入法律訴訟，郑靖被公安機關拘留。2015年5月份，杨乐乐与郑靖即签订了《出资认购协议》，约定杨乐乐出资788万购买贵之步131.3333万股股份。杨乐乐付款后，贵之步于2015年5月15日向杨乐乐出具收据确认已收款。但截至2017年1月份，仍未办理相关工商变更登记手续。期间，杨乐乐曾多次要求退还该788万元均被各种理由拒绝故诉至法院。

## 主持经历

### 电视节目
- 四川卫视：
- 《金色年华》、《好运周末》、《生活家园》、《综艺大世界》
- 湖南经视：
- 《生活晚报》、《越策越开心》
- 湖南卫视：
- 《音乐不断》、《娱乐无极限》、《玫瑰之约》、《名声大震》、《超级歌会》、《勇往直前》、《智勇大冲关》、《全家一起上》、《我们约会吧》
- 湖南娱乐频道：
- 《超级秘蜜》
- 金鹰卡通频道：
- 《超级大头脑》

### 活动晚会
| 活动晚会 列表 - 2003年，第四届金鹰节明星演唱会 - 2004年，湖南卫视上星七周年庆典 - 2004年，湖南卫视超级女声 - 2005年，湖南卫视上星八周年庆典 - 2005年，“千心之星”大型演唱会 - 2005年，“兰芝快乐部落”选拔赛 - 2005年，第五届金鹰节闭幕式 - 2006年，湖南卫视跨年演唱会 - 2006年，湖南卫视上星九周年庆典 - 2006年，湖南卫视春节联欢晚会 - 2006年，湖南卫视元宵喜乐会 - 2006年，快乐购开播盛典 - 2006年，第六届金鹰节闭幕式 - 2007年，湖南卫视跨年演唱会 - 2007年，湖南卫视上星十周年庆典 - 2007年，湖南卫视元宵喜乐会 - 2007年，“为梦想而战”大型晚会 - 2007年，“维维动听”演唱会 - 2008年，NOKIA跨年演唱会 - 2008年，“我们一起过年”赈灾晚会 - 2008年，“感动，震动，撼动”赈灾义演 - 2008年，第七届金鹰节闭幕式 - 2009年，元宵喜乐会 - 2009年，智勇大冲关 - 2009年，快乐女声 - 2010年，oppo跨年演唱会 - 2010年，元宵喜乐会 |

## 影视作品
- 1999年，重庆方言剧《下课了，要雄起》
- 2003年，湖南经视自制偶像剧《幸福呜哩哇》
- 2006年，华娱卫视自制剧《新声学院》
- 2006年，湖南卫视自制情景剧《超级社区－－嘿哈》
- 2008年，赖声川新作《如影随行》
- 2009年，赖声川经典话剧《暗恋桃花源》
- 2009年，电影处女作《我是外星人》
- 2009年，电视剧处女作《娱乐没有圈》